# Cantó d'Arle Oest
El cantó d'Arles Oest és un cantó francès del departament de les Boques del Roine, situat al districte d'Arle. Compta amb part del municipi d'Arle.

## Municipis
Comprèn els barris d'Arle:
- Centre històric (part Oest)
- Barriòu
- Fourchon
- Trincatalha
- Gimeaux
- Saliers
- Le Sambuc
- Albaron
- Gageron
- Villeneuve
- Le Paty-de-la-Trinité
- Salin-de-Giraud
- Beauduc

| Data d'elecció                           | Identitat        | Partit | Qualitat |
| ---------------------------------------- | ---------------- | ------ | -------- |
| 1963-1973                                | Charles Privat   | SFIO   |          |
| 1973-1992                                | Jacques Perrot   | PCF    |          |
| 1992-1997                                | Michel Vauzelle  | PS     |          |
| 1997-                                    | Hervé Schiavetti | PCF    |          |
| les dades anteriors no són pas conegudes |                  |        |          |